# Corp Naomh
Der Corp Naomh (kɔɾɣpɣ n̪ɣiːvɣ (KORP NEEV), Deutsch: Heiliger Körper) ist ein irischer Glockenschrein, der im 9. oder 10. Jahrhundert hergestellt wurde, um eine heute verlorene Handglocke zu umschließen, die wahrscheinlich auf ca. 600 bis 900 n. Chr. datierte und einem frühen irischen Heiligen gehörte. Der Schrein wurde irgendwann vor 1682 in der Tristernagh Abbey in der Nähe von Templecross, County Westmeath, wiederentdeckt. Der Schrein ist 23 cm hoch und 4,7 cm breit. Es wurde stark restauriert und während einer zweiten Phase der Verschönerung im 15. Jahrhundert ergänzt. Er besteht jetzt aus Guss- und Blech-Bronze-Platten, die auf einem Holzkern montiert sind, der mit Silber, Niello und Quarz verziert ist. Es ist schwer beschädigt mit umfangreichen Verlusten und Verschleiß an fast allen seinen Teilen, und als es entdeckt wurde, war ein Holzblock durch die Glocke selbst ersetzt worden. Die übrigen Elemente werden von Archäologen und Kunsthistorikern als von hohem historischen und künstlerischen Wert angesehen.
Abschnitte aus seiner ursprünglichen, frühmittelalterlichen Phase umfassen das Kreuz auf der Rückseite und der verzierte halbkreisförmige Bogen, der einen bärtigen Kleriker zeigt, der ein Buch in der Hand hält. Er ist von Reitern umgeben, über denen sich große Vögel befinden, die scheinbar im Begriff sind, zu fliegen. Es wurde im 15. (und möglicherweise 16.) Jahrhundert umfassend restauriert, als das zentrale Bronzekruzifix, die Greif- und Löwentafel, die gestempelten Randplatten und die Rückenplatte hinzugefügt wurden. Das stark beschädigte Kruzifix und der große Email-Bolzen auf der Vorderseite stammen mindestens aus dem 15. Jahrhundert.
Die mittelalterliche Herkunft des Schreins ist nicht vollständig geklärt. Es wurde wahrscheinlich von erblichen Hütern nach der Auflösung der Tristernagh Abbey im Jahr 1536 gehalten, bis es in den Besitz der angel-irischen Eigentümer des Geländes überging. Das Corp Naomh wurde erstmals 1853 von der Royal Irish Academy (RIA) ausgestellt und 1887 an das National Museum of Ireland übertragen.

## Entdeckung und Herkunft
Die Corp Naomh wurde irgendwann vor 1682 auf dem Gelände der heute zerstörten Abtei Tristernagh in Templecross, County Westmeath, wiederentdeckt, die um 1200 als Priorat der Augustinische Orden gegründet wurde. Es wird erstmals in Henry Piers’ Chorographical Description of the County of Westmeath (geschrieben 1682, veröffentlicht 1770) erwähnt und beschrieben. Piers (1629–1691) war Abgeordneter, Antiquar und Eigentümer des Landes, auf dem sich die Abtei befand. Obwohl Piers das Objekt als Reliquiar erkannte, ging er davon aus, dass es ein Behälter für ein kleines Manuskript war. Als es schließlich geöffnet wurde, wurde festgestellt, dass es einen Holzblock enthielt, von dem jetzt von Archäologen angenommen wird, dass er ein Ersatz für die Handglocke eines Heiligen war, und vermutlich an Ort und Stelle gelassen wurde, um den Einsturz des Metalls nach innen zu verhindern.

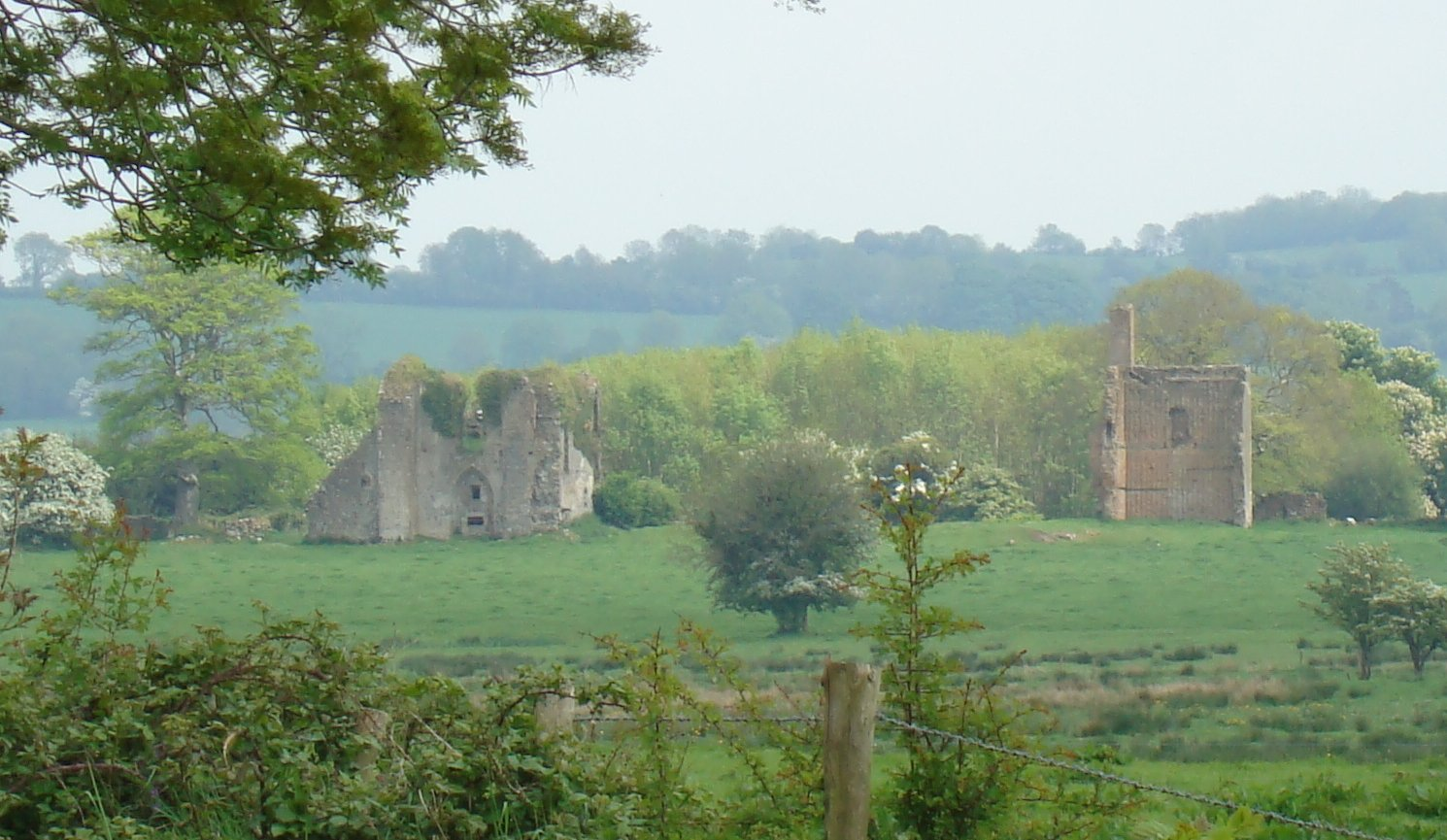
Ruinen der Abtei Tristernagh

Die Kappe und das Wappen des Schreins stammen aus dem 11. oder 12. Jahrhundert; das Kruzifix und andere Teile der Hauptfläche sind Ergänzungen aus dem 15. Jahrhundert. Obwohl seine frühmittelalterliche Herkunft unbekannt ist, ist es allgemein anerkannt, dass die frühneuzeitlichen Ergänzungen in Tristernagh fertiggestellt wurden, wo es sich befand, als es Piers zur Kenntnis gebracht wurde. Historiker halten es für wahrscheinlich, dass das Priorat in die Aufwertung des Schreins investiert hat, um sich in ein gutes Licht zu rücken, nachdem es 1468 wegen Verrats angeklagt wurde, da „es sich mit irischen Feinden und englischen Rebellen bei dem Überfall und der Verbrennung der Stadt Taghmon und bei der Zerstörung vieler treuen Untertanen des Königs“ anschloss.
Von seiner frühneuzeitlichen Herkunft ist wenig bekannt. Es wurde wahrscheinlich von erblichen Hütern nach der Auflösung der Abtei von 1536 gehalten. Piers erhielt den Schrein in Tristernagh von einem ihm unbekannten Mann, den er als „einen gewissen Gentleman, einen großen Eiferer der römischen Kirche“ beschrieb. Um die Struktur nicht zu beschädigen, öffnete er den Schrein nicht (er wurde zum ersten Mal im späten 19. Jahrhundert geöffnet), sondern vermutete, dass er „einen kleinen Band der Bibel“ enthielt (also eine „Taschenbibel“). Er schrieb: „Ob es etwas in sich versteckt hat oder nicht, es wird bis heute von all der romanischen Überzeugung, die hier lebt, in großer Verehrung gehalten“. Piers verzeichnete, dass der Schrein eine fortlaufende Tradition der Verwendung für die Vereidigung hatte, und stellte fest, dass er in Ehrfurcht gehalten wurde und von einer solchen „besonderen Feierlichkeit“ war, dass jeder Mann, der „Unwahrheiten überlieferte ... mit Sicherheit auf schreckliche Weise heimgesucht wird“.
Die Corp Naomh wurde erstmals 1852 auf der Weltausstellung der Irish Industrial Exhibition in Cork ausgestellt, wo sie neben kürzlich entdeckten Inselkunstwerken wie dem Cathach, dem Saint Manchan's Shrine und dem Cross of Cong gezeigt wurde. Es wurde um 1868 für 21 £ von der Royal Irish Academy (RIA) von Messers. Hodges Figgis & Co. aus der Grafton Street, Dublin, erworben, bevor es 1887 dem National Museum of Ireland vermacht wurde.

## Funktion

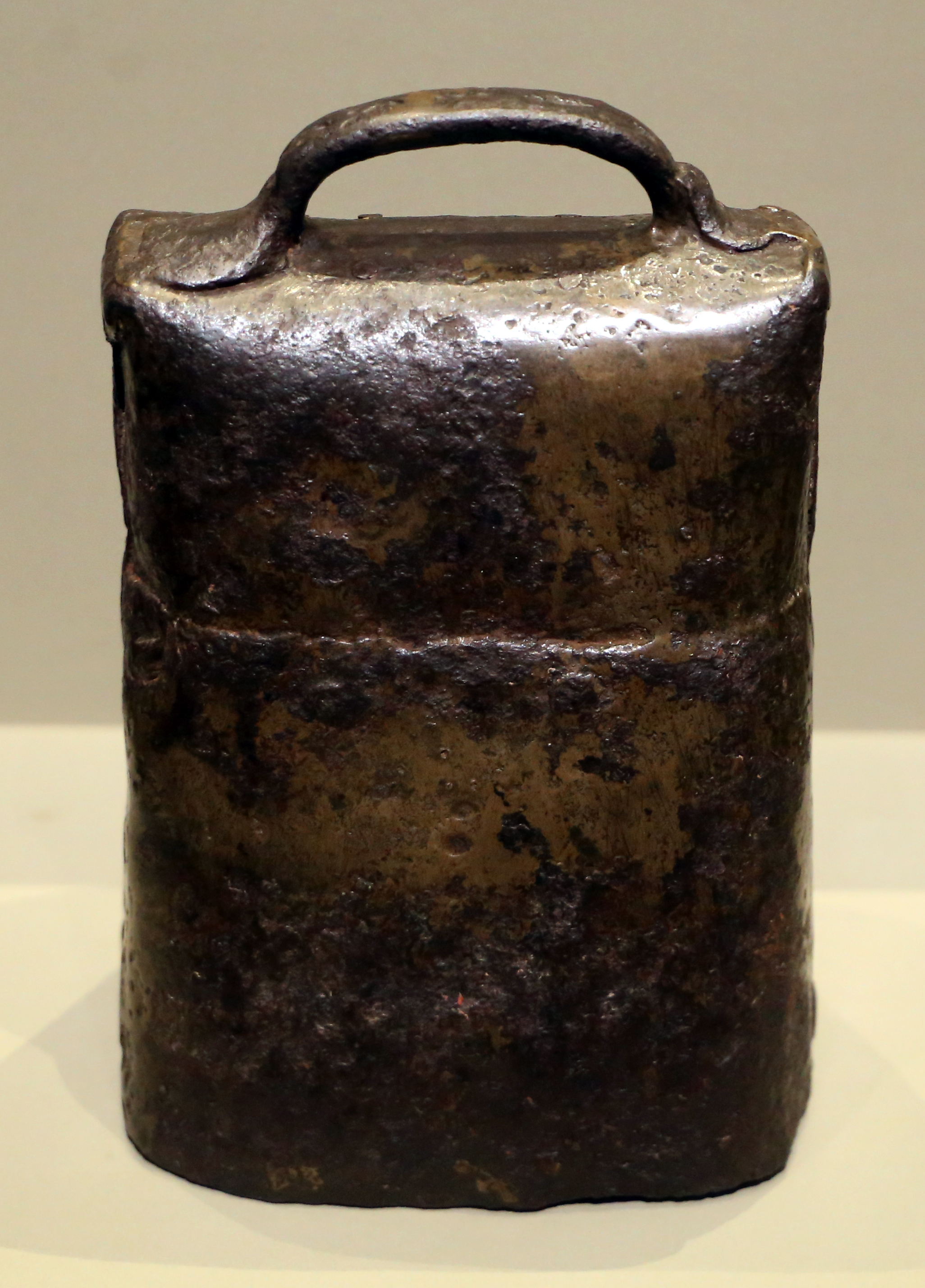
St. Patrick’s Glocke, um 500

Handglocken wurden im frühmittelalterlichen Irland hauptsächlich dazu verwendet, Mönche zum Gebet zu rufen, doch im Laufe der Zeit wurden diejenigen, die mit einem Heiligen verbunden waren, zu Insignien des klerikalen Amtes. Um 1100 wurden die wichtigeren Glocken aus der Zeit von 600 bis 900 als Relikte behandelt, die die Fähigkeit hatten, Krankheiten zu heilen, Eide zu sichern oder Glück zu gewähren. Einige wurden im späten 11. und frühen 12. Jahrhundert erhalten, in einer Zeit, in der die Verankerung von Reliquien durch die ranghöchsten Metallarbeiter auf ihrem Höhepunkt war. Wie Cumdachs (buchförmige Reliquien) und hausförmige Schreine sind Glockenschreine im Wesentlichen Metallbehälter. Die meisten verzierten Glockenverkleidungen, einschließlich der Corp Naomh, folgen der allgemeinen Form einer röhrenförmigen Handglocke und sind mit einem halbkreisförmigen Wappen bedeckt, das die Form eines Griffs umreißt.
Der Titel "Corp Naomh" ist modern Irisch und bedeutet übersetzt "Heiliger Körper". Der Wortlaut basiert auf der zentralen Figur Jesus Christus. Mit einer Höhe von 23 cm ist der Schrein etwa so groß wie eine Taschenbibel und bis zur Mitte des 19. Jahrhunderts wurde angenommen, dass er ein Behälter für ein Manuskript war. Seine Form und Größe fallen in die "Klasse 1"-Klassifikation der Handglocken des Archäologen Cormac Bourke; das heißt, Glocken, die zwischen 600 und 900 aus mit Bronze beschichtetem Eisen hergestellt wurden, hauptsächlich in den westlichen Midlands Irlands.

## Beschreibung
Der Schrein ist 23 cm hoch und 12 cm breit. Es besteht aus einem Bronzeblech und vorstehenden Halterungen aus Gussmetall, die an einem schlanken Holzkern befestigt sind. Die halbkreisförmige Kappe und das Wappen oben und das Niello-Bronzekreuz auf dem Hauptkörper der Rückseite stammen aus dem 9. oder 10. Jahrhundert. Die gestempelten Seitenrandplatten sind aus dem 15. Jahrhundert, das Kruzifix und der ovale Kristall auf der Vorderseite sind möglicherweise aus dem 16. Jahrhundert.

### Kappe und Kamm
Die halbkreisförmige Kappe ist 12 cm hoch. Sie besteht aus einem hohlen Bronzeguss, der vorne und hinten mit menschlichen und tierischen Figuren verziert ist, mit einem À-jour-Kamm, der entlang des oberen Randes verläuft. Die Vorderseite enthält einen bärtigen Kleriker, der von Reitern und Vögeln umgeben ist, und die Rückseite zeigt zwei konfrontierte Tiere und Blattspulen. Obwohl die Rückseite einst so verziert war wie die Vorderseite, ist sie heute schwer beschädigt und verzeichnet erhebliche Verluste. Die Form der Rückseite spiegelt die der Vorderseite wider, enthält aber einen zusätzlichen Rand zwischen dem Kamm und den figurativen Paneelen, die aus schraffierten Bändern bestehen. Es enthält eine Reihe von deutlich kleineren konfrontierten Tieren mit Hinterbeinen, die sich nach vorne erstrecken. Das Wappen besteht aus Bronze und ist auf beiden Seiten mit drei Slipknoten-Flechtband-Mustern in durchbrochenem Schnittmuster verziert und oben mit einem glatten Grat-Oberrand ausgekleidet.

#### Kleriker

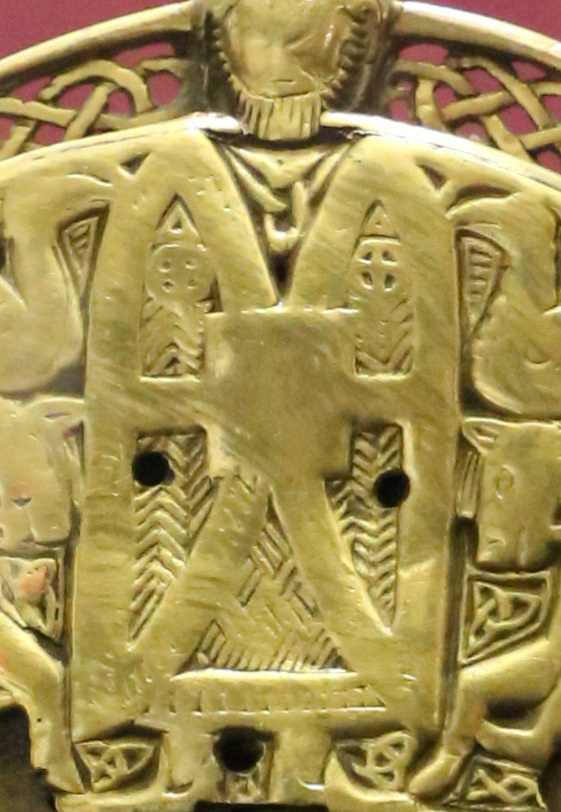
Detail des Klerikers mit Reitern, Pferden und Vögeln links und rechts. Die Muster des Wappens sind von oben zu sehen.

Die Kappe wird von einer zentralen Figur dominiert, die im Vollgesichtsprofil steht. Sein Körper erreicht die volle Länge der Kappe, die Oberseite befindet sich innerhalb des Kamms und der Hinterkopf ragt aus der Rückseite hinaus. Es wird angenommen, dass er ein Geistlicher ist, basierend auf seiner Kleidung, der Tatsache, dass er ein Buch hält und dass er teilweise kahl ist – eine zeitgenössische Darstellung von Klerikern oder Mönchen. Angesichts seiner Ähnlichkeiten mit den Figuren auf der Reliquie von Soiscél Molaisse aus dem 11. Jahrhundert haben mehrere Gelehrte vorgeschlagen, dass er einer der vier Evangelisten ist. Die Figur ist im Flachrelief und in schlechtem Zustand: sein Gesicht ist stark abgenutzt und sein Unterkörper enthält drei große Einstichlöcher von späteren Nieten. Zu den verbleibenden erkennbaren Gesichtszügen gehören sein Mund und seine Nase, ein Auge und sein Bart. Er trägt eine Tunika in voller Länge und Unterwäsche mit Kreuzmustern am unteren Saum. Erhöhte diagonale Bänder teilen das Gewand in vier Abschnitte, zwischen denen sich dekorative Paneele befinden. Seine Schuhe haben spitze Zehen, hohe Zungen und aufwendige Knöchel; ein Triqueta-Knoten-Design ist über jedem Fuß platziert. Das Muster zwischen seinen Beinen war wahrscheinlich ein Ringknoten, wird aber jetzt durch ein Nietloch durchstochen.
Seine Schultern haben kreisförmige Ornamente und Kreuzschüren, die frühen Versionen des orthodoxen Kreuzes ähneln. Über den kreisförmigen Ornamenten befinden sich dreieckige Formen, die möglicherweise keltische Broschen darstellen.

#### Reiter und Vögel
Die vier Tafeln, die den Kleristen umgeben, zeigen Spiegelszenen von Reitern und ihren Pferden, die unter großen Vögeln platziert sind, die alle im Profil sind und dem Kleriker gegenüberstehen. Die Reiter und Pferde sind in geringem Relief und im sogenannten "Kells-Stil" entworfen, der auf Reitfiguren in früheren oder zeitgenössischen Bilderhandschriften, hohen Kreuzen, geschnitzten Säulen und Inselmetallarbeiten zu finden ist. Der Typ ist nach den Folios 58 und 255 aus dem Book of Kells und Figuren auf dem "Markt"-Hochkreuz in der Kells-Abtei benannt.

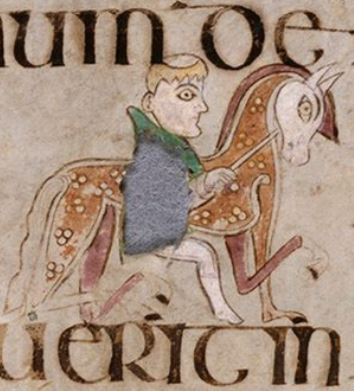
Horseman in Folio 255 Vers (Lukas), Book of Kells, 9. Jahrhundert
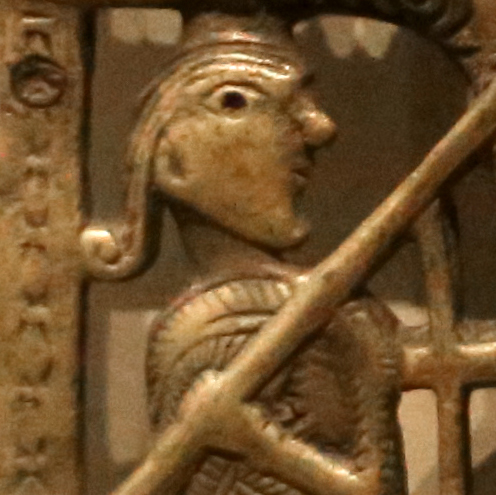
Figur, die vermutlich Longinus auf der Clonmacnoise-Kreuzigungstafel darstellt, ca. 1090–1110
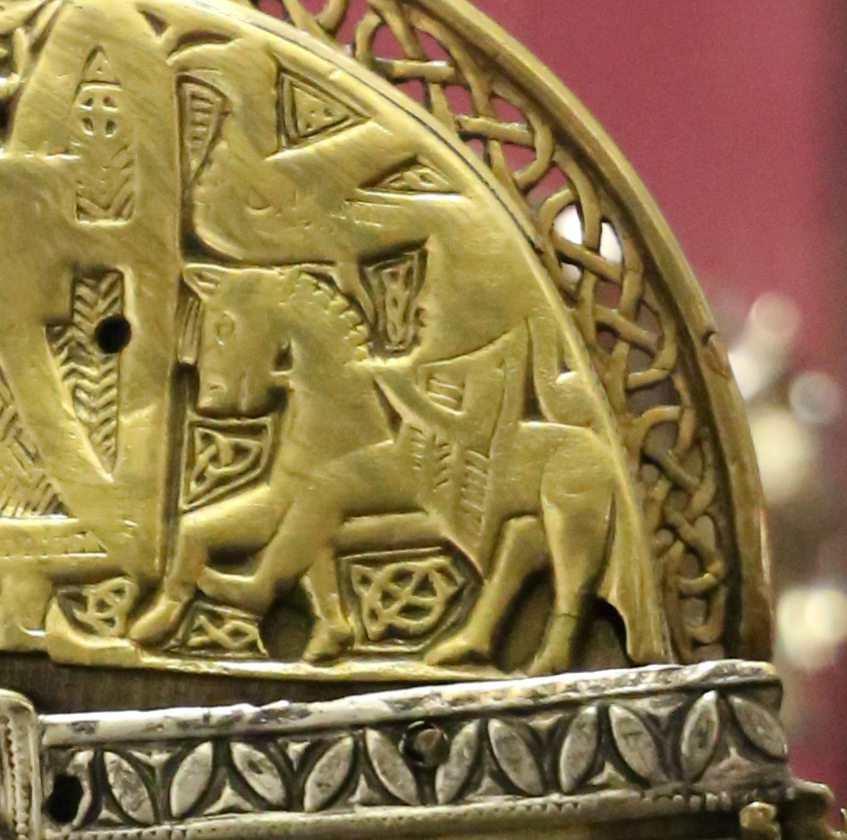
Reiter und Vogel auf der rechten Seite der Corp Naommh-Kappe

In allen Beispielen ist das Pferd klein genug, um ein Pony sein zu können, hat eine lange und dicke Mähne, einen nach unten gerichteten Kopf und Augen und einen langen, breiten Schwanz. Die Hinterbeine sind tief unter seinem Körper positioniert, wobei die Vorderbeine nach vorne ausgestreckt sind, als ob sie gleich galoppieren würden. In dieser Tradition werden die Hände der Reiter in ihren Umhang gelegt und sie sitzen tief auf ihren Pferden, obwohl ihre Beine nach vorne unter die Knie des Pferdes und nicht über seine Schultern geworfen werden. In einigen Fällen, einschließlich der Miniatur im Folio 255 Vers des Book of Kells, Figuren auf der Clonmacnoise-Kreuzigungstafel aus dem späten 10. Jahrhundert und Kriegern auf dem Schrein des Stowe Missals aus dem 11. Jahrhundert, haben die Reiter kurze Fransen und eine kahle Krohne. Hier und in den meisten späteren Beispielen ist ihr Haar länger und kräuselt sich hinten nach oben. Ungewöhnlicherweise tragen die Fahrer in der Corp Naomh Bärte, die lang und im Vergleich zur üblichen Inselkunst eher spitz sind. Zwei übergroße Vögel sitzen auf den Köpfen und Hälsen der Pferde. Sie haben kleine gebogene Schnäbel und lange (aber durch den Rahmen abgeschnittene) Flügel, die bereit sind, zu fliegen. Wie die Umhänge der Reiter sind die Flügel der Vögel mit diagonalen Rippen und Fischgrätenmustern markiert.

### Frontplatte

#### Kruzifix

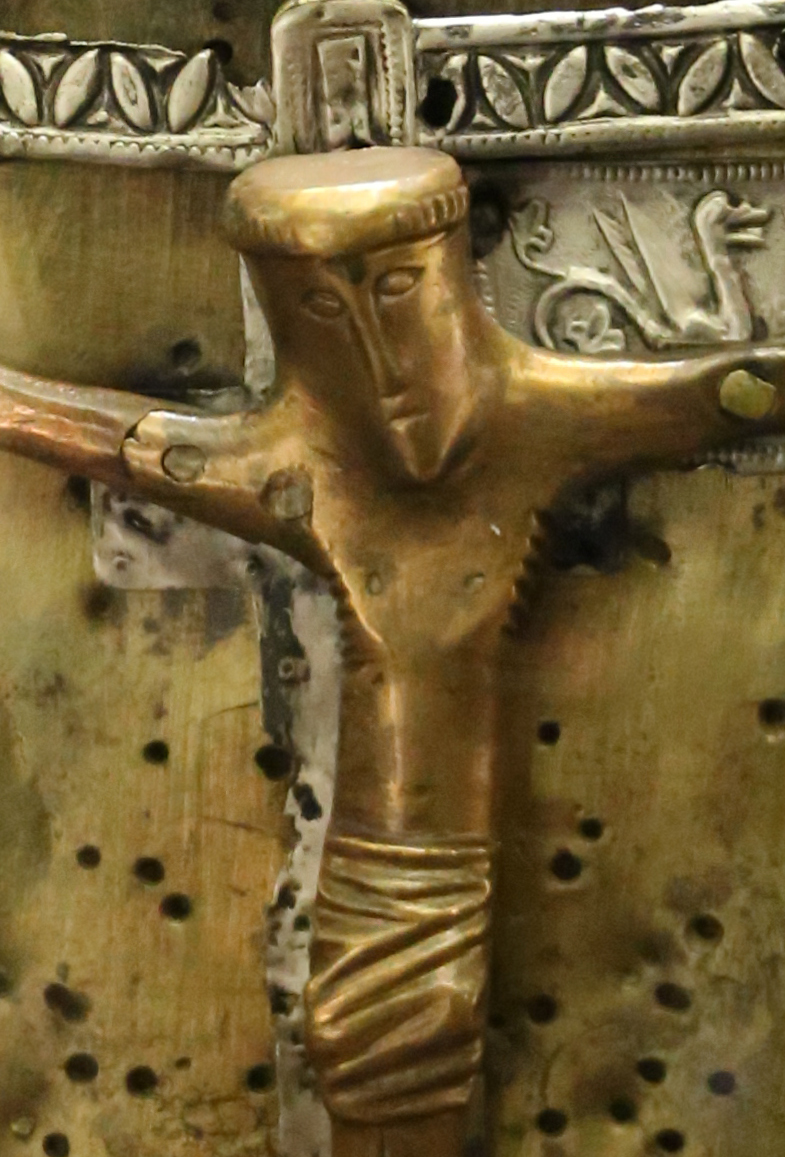
Christus mit geschlossenen Augen und abfallendem Kopf

Die Bronzefigur Jesu und das silberne Kreuz wurden beide im 15. Jahrhundert hinzugefügt, sind heute aber schwer beschädigt. Die Figur ist nackt, mit Ausnahme eines horizontal gezogenen Lendenschurz. Er ist offensichtlich tot: Seine Augen sind geschlossen, sein Kopf fällt nach rechts, der Körper ist steif; seine Rippen stehen raus und die Brust ist flach. Er hat dickes, flaches Haar, das aus einer Kappen-artigen Form mit vertikalen Hainen gebildet wird, um auf Haarsträhnen hinzuweisen. Die Elemente seines Kopfes und Gesichts sind in die Bronze eingeschnitten und in gutem Zustand, obwohl seine Ohren fehlen. Seine Brust ist durch eine differenzierte Oberfläche umrissen, seine Rippen und Brustwarzen werden durch Abdrücke und sein Nabel durch einen tief geschnittenen Schnitt dargestellt. Seine Beine sind gekreuzt und mit Einschnitten ausgekleidet, um auf Zehen hinzuweisen.
Die Hände gingen irgendwann verloren und wurden durch grob beschriebene Stäbe ersetzt. Das horizontale Design über seinem Kopf ist schwer beschädigt und könnte einmal entweder eine Krone oder ein Haarband gewesen sein. Die umliegende Beschichtung ist aus dem 10. Jahrhundert, ist aber größtenteils verloren gegangen. Ebenso ist der Bronzerücken, ebenfalls aus dem 10. Jahrhundert, besonders auf der unteren rechten Seite stark beschädigt.

#### Konfrontierte Tiere

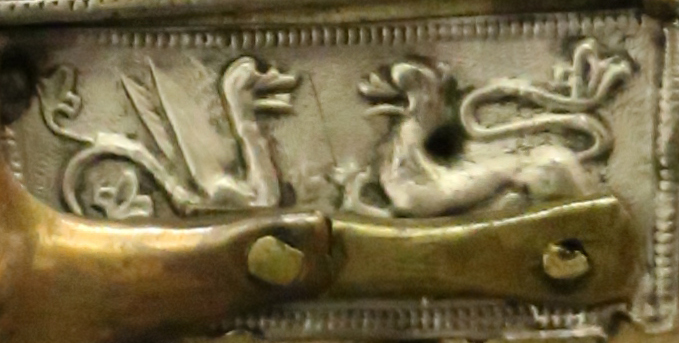
Ein konfrontierter Greif und Löwe über Jesus linkem Arm.

Die geprägte silberne Platte über dem linken Arm Christi zeigt einen Drachen oder Greif und einen Löwen, die sich in symmetrischen Posen gegenüberstehen. Das Panel ist möglicherweise nur eines von einer Reihe von ähnlich großen, aber jetzt verlorenen Platten, die auf beiden Seiten des Körpers Christi befestigt sind. In der Tafel werden die Hinterbeine der Tiere ausgestreckt, als ob sie im Begriff wären, sich gegenseitig anzugreifen.
Greifen und Löwe, die sich gegenüberstehen, wurden zu einem gemeinsamen Motiv in der irischen Kunst des 15. Jahrhunderts, insbesondere auf dem Dunvegan Cup, ein zeremonieller hölzerner Becher aus 1493, der eine Gravur enthält, die Ähnlichkeiten mit denen auf der Corp Naomh aufweist. Die Beispiele aus dieser Zeit sind so ähnlich, dass einige Kunsthistoriker vorschlagen, dass sie von oder auf einer einzigen Stempelmarke kopiert wurden. Die Überreste anderer, aber verlorener geprägter Platten sind, einschließlich eines Streifens gepunkteter Tetraeder (dreieckige Pyramidenformen) entlang des linken Randes ersichtlich. Ein stark beschädigtes Blumenmuster verläuft entlang der oberen Grenze.

### Rückplatte
Die Rückplatte besteht aus Bronze und wird von einem Gitter aus miteinander verbundenen durchbrochenen Kreuzen gleicher Größe dominiert. Seine stark beschädigten oberen Platten sind so gestaltet, dass die Platte oben schmaler ist als an der Basis. Die Kreuze befinden sich auf einer separaten Platte und ähneln denen auf der Soiscél Molaisse, dem Heiligtum von Miosach (beide aus dem 11. Jahrhundert) und anderen zeitgenössischen irischen Reliquienbehältern. Die Kreuze datieren ungefähr auf die erste Phase des 9. oder 10. Jahrhunderts, wurden aber möglicherweise etwas später unabhängig voneinander hergestellt. Ein durchgehendes, aber jetzt unvollständiges Kreuz ist an die durchbrochene Platte genietet. Sowohl der obere Schaft als auch das Ende des linken Arms fehlen, obwohl die verbleibenden Spuren darauf hindeuten, dass sie in Länge und Breite mit den entsprechenden Abschnitten des Kreuzes auf der Vorderseite übereinstimmten. Im Turn ist die Verflechtung mit Niello ausgekleidet, von denen die meisten verloren gehen; es bleiben nur Spuren von eingesetzten Splitterdrähten übrig.

### Ledertasche

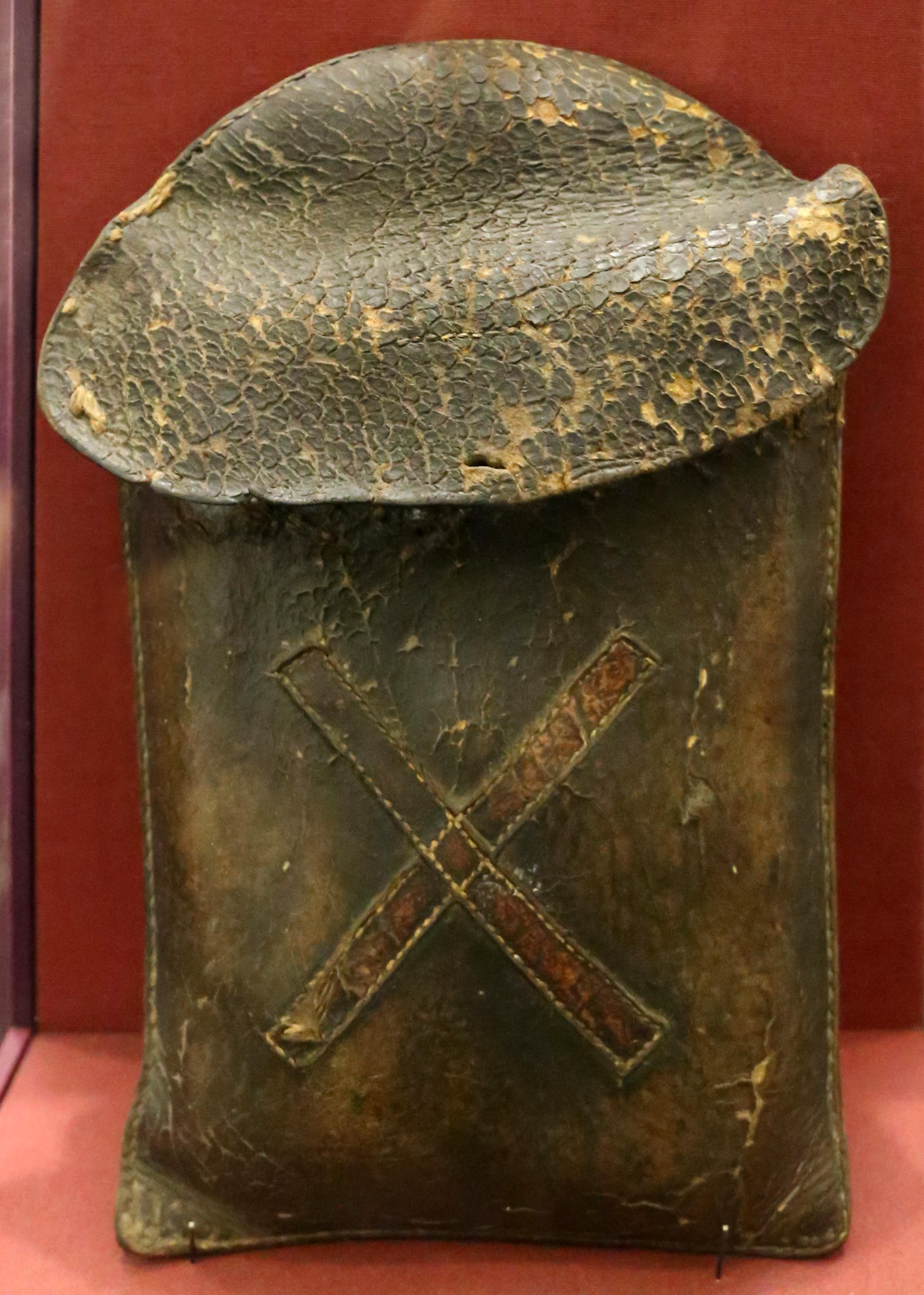
Die Ledertasche

Eine undatierbare tragbare Ledertasche wurde 1887 ebenfalls von der RIA erworben. Es besteht aus drei randgenähten Teilen: rechteckige Vorder- und Rückenenden und einer ovalen Klappe, die der Kappe des Schreins und damit dem Griff der Glocke entspricht. Die Klappe hat Reihen von Löchern, die größer sind als die für die Stiche, die die drei Hauptkomponenten des Gehäuses befestigen, was darauf hinweist, dass das Gehäuse einmal zugenäht wurde, so dass die Corp Naomh verwendet, aber nicht gesehen werden konnte.
Das große diagonale Kreuz auf der Vorderseite der Tasche besteht aus zwei überlappenden Lederriemen, die auf das Gehäuse genäht sind. Obwohl es nicht aus stilistischen Gründen datiert werden kann, wird die Tasche im Allgemeinen als post-mittelalterlich angenommen.